# Alma Vélez
Alma Vélez (Teodelina, Santa Fe, Argentina; 1 de noviembre de 1927 - San Antonio de Padua, Buenos Aires, Argentina; 7 de abril de 2015) fue una actriz de cine, radio, teatro y televisión, y escritora argentina.

## Carrera
Nacida en el pequeño pueblo, sin escuela media, Teodelina, provincia de Santa Fe, Elba Gutiérrez, que siempre quería ser actriz, se inscribió sin consultárselo con su familia a una convocatoria que armó Radio Splendid para nuevas voces. Al poco tiempo recibió una citación firmada por Pablo Osvaldo Valle para hacer una prueba en Buenos Aires, donde a partir de ese momento cambió su nombre por el de Alma Vélez, con el que se hizo reconocida en la década del '50.
En radio protagonizó numerosos radioteatros como Doce mujeres y un problema (un programa de diez minutos diarios muy escuchado) por Splendid, Alma y su enamorado corazón (1951), por Radio El Mundo, Mujercitas Radioteatro de las Estrellas con Rosa Rosen (1953), y Dos brasas (1966).
En teatro actuó en la comedia Marta Ferrari en 1954, junto con Norma Aleandro, Carlos Gorostiza, Rolando Dumas, Rosa Rosen, Luis Corradi, Fernando Siro, entre otros.
En 1958 se casó con el prestigioso empresario teatral Francisco Gallo (1911-1973) con quien tuviera su único hijo el Dr. Marcelo Gallo.
Fue diseñadora de modas y tuvo su propia boutique desde 1966 hasta 1977.
En 1978 se radicó en San Antonio de Padua y retomó la actividad actoral dedicándose a la docencia, creando un método propio que fue aprobado por la Secretaria de Cultura y Educación de la Provincia de Buenos Aires.
Fue directora de Cultura de la Municipalidad de Merlo desde 1980 hasta 1984. 
En 1985 se casa por 2° vez con el conocido actor Juan Carlos Thorry.
Durante 1985 y 1986 inauguró un taller de teatro propio, Teatro del Centro, junto a Juan Carlos Thorry, en San Antonio de Padua.

## Vida privada
En 1958 se casa con el Empresario teatral Francisco Gallo.
Fue la séptima esposa del actor Juan Carlos Thorry con quien se casó el 6 de agosto de 1985 y convivió hasta la muerte de este en el 2000.
En el 2004 publicó un libro de memorias sobre su marido titulado "Juan Carlos Thorry: un talentoso seductor" . En 1947 escribió el poema Pétalos.

## Fallecimiento
Falleció el martes 7 de abril de 2015 de causas naturales a los 87 años. Sus restos descansan en el panteón de la Asociación Argentina de Actores del Cementerio de la Chacarita.

## Filmografía
- 1949: Edición Extra
- 1954: Crisol de hombres
- 1963: El despertar del sexo
- 1982: Buenos Aires Tango[7]

## Televisión
- 1951: Cielo negado, un teleteatro junto a Iván Grondona, con dirección de Alfredo Laferriére.[8]
- 1952: Biografía de grandes artistas.
- 1953: Telefamilia, junto a Lolita Torres, Miguel Dante y Margarita Padín.
- 1960/1962: La hora Fate
- 1960: Mujercitas
- 1963: Teatro en tu casa
- 1966: Carola y Carolina[9]
- 1965: Teleteatro para tomar el té, con Alberto Argibay, María Concepción César, Pedro Buchardo y Enrique Talión.

## Teatro
- Marta Ferrari en (1954).
- La Mujer del Domingo, con Rosa Rosen.